# Ембієнт
Ембієнт (англ. ambient, дослівно — «навколишній») — напрямок електронної музики, що характеризується відходом від лінеарно розгорнутої мелодичної лінії, характерної для класичної електронної музики (Vangelis, Kitaro), до вільної композиції звукових ефектів. Як правило, звукові ефекти пов'язуються постійно повторюваною фразою електроперкусії, яка також організує твір ритмічно. Тоді як в більшості музичних напрямків — від класики до панк-року — конструктивною віссю твору є гармонічна послідовність, то в музиці ембієнт, розгортання твору відбувається через оперування тембром та атмосферними звучаннями. Характерним композиційним прийомом також є повторення короткої мелодійної фрази, яка при кожному повторі мінімально модифікується. (див. також мінімалізм).
Ефектом використання цих технік стає зміщення акценту з послідовності звуків на їх звучання, таким чином музика ембієнт статична і сприймається як би поза часом. В цьому плані ембієнт ідеально підходить для медитації як фонова музика.

## Походження
Термін ймовірно походить від гасла musique d'ameublement, тобто меблева музика, автором якого є французький композитор, сучасник імпресіоністів Ерік Саті (1866—1925). Його ідеалом була музика, що може слугувати тлом повсякденного життя, що можна порівняти з меблями, або така, яка може впливати на настрій людини, але в таких межах, щоб не відривати її від інших занять. Відтак Саті, окрім традиційних музичних інструментів, використовував також машини (наприклад друкарські), домашні пристрої (наприклад гудіння пилососу).
Після Першої світової війни під впливом Саті у Франції з'являється так звана «група шести», до якої входили композитори Франсіс Пуленк, Жермен Тайфер, Жорж Орік, Луї Дюрей, Артур Онеґґер i Даріус Мійо. Найвидатніший з них — Артур Онеґґер (1892—1955) став автором відомого симфонічного твору «Pacific 231», що нагадує поступовий прискорений рух велетенського локомотива типу «Пасіфік 231».
Іншим джерелом була авангардна музика, зокрема Джона Кейджа (1912—1992), що прославився нетрадиційними джерелами звуку (наприклад, радіоприймачі, налаштовані на випадково обрану радіостанцію, каністри, кухонний посуд). Кейдж поєднував звук із зображенням і, як інші авангардисти, не використовував класичної гармонії.

## Найважливіші творці

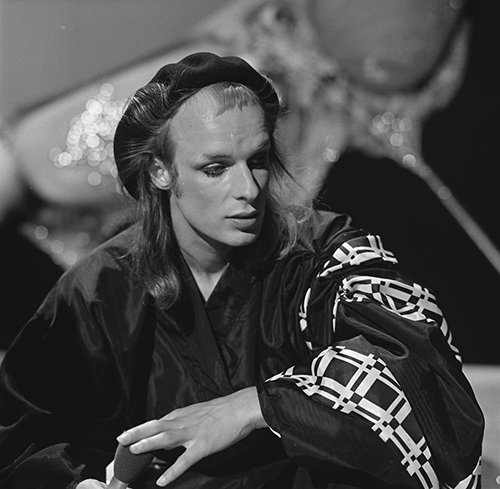
Браян Іно у 1974 році

Таким чином коріння музики ембієнт сягають класичної музики, однак його поява пов'язана з творцями танцювальної музики, що використовувала електронні інструменти та ефекти, що давали необмежені можливості синтезу та обробки різних звукових фарб і роботи з ними. Формально першим композитором стилю ембієнт є Браян Іно та Клаус Шульце, найвидатніші твори яких припали на 70-роки XX століття, серед яких альбом Ambient 1: Music for Airports, створений Іно у 1978. Звісно, це не перший альбом в такому напрямку, проте це був перший альбом, власне, під міткою «ембієнт музика».
Брайан Іно так описав своє відкриття ембієнту:
|  | (...) В січні 1975 року потрапив в ДТП. Не був тяжко пораненим, але довгий час провів у ліжку. Моя приятелька, Judy Nylon, відвідала мене тоді й принесла платівку з музикою для арфи XVIII століття. Коли вона пішла, з великим трудом поставив платівку. Але виявилось, що підсилювач був налаштований на мінімальну гучність, а один канал був повністю заглушеним. Однак я не мав сили, щоб встати та відрегулювати гучність, звуки, що доносились з динаміків були на межі чутливості. Тоді мені спало на думку, що музику можна трактувати зовсім інакше — як елемент оточення, так само, як колір світла або звук дощу (...). |

Експансія музики ембієнт настала одразу з вибухом популярності клубів техно на межі 80-х та 90-х років XX століття, коли для ембієнту спеціально відводились т. зв. 'chill-out-rooms' (див. Чилаут). На сцені з'явилися такі проєкти як The Orb, The Future Sound of London, Aphex Twin, Banco de Gaia, Biosphere, Jean Ven Robert Hal, Wolfram, Monolake, Air, William Orbit, Autechre. В певному зв'язку зі стилістикою ембієнт творили також популярні проєкти The KLF та Enigma. В їх музиці, окрім ритму техно та колориту електроінструментів, зустрічається григоріанський хорал, спів китів та дельфінів, колажі звуків міста й звуків природи.
Одним з найважливіших течій ембієнту є dark ambient — найпохмуріший з різновидів цієї музики. Найвидатніші представники — Lustmord, Coil, Raison D'ertre, Atrium Carceri. Існує також термін ізоляціонізм, придуманий журналістами престижного британського музичного журналу «The Wire», що окреслює музику таких творців як Thomas Köner чи Lull — то є крайній різновид дарк-ембієнту, що характеризується несамовито похмурою музикою, що базується переважно на дуже низьких звуках.
Ембієнт можна вважати електронним відповідником музики напрямку прогресивний рок та спадщини таких колективів як Pink Floyd або ранній King Crimson чи Genesis. Крім того, суттєвий вплив ембієнту відчувається також і на альтернативний рок, наприклад, шугейзинг, дрім-поп та пост-рок.
В Україні ембієнт виконують чимало визнаних та молодих музикантів та проєктів, серед яких: Heinali, Monocube, Gamardah Fungus, Endless Melancholy, Dronny Darko, R.Roo, Trumna, Motorpig тощо.

## Найвідоміші альбоми в стилі Ембієнт в хронологічному порядку
| Автор                  | Роботи |
| ---------------------- | --- |
| Ерік Саті              | 1917 — Furniture music (1) 1920 — Furniture music (2) 1923 — Furniture music (3) |
| Едґар Варез            | 1934 — Ecuatorial |
| П'єр Шеффер            | 1948 — Etude aux Chemins de Fer |
| Terry Riley            | 1964 — In C 1968 — A Rainbow in Curved Air |
| Майлз Девіс            | 1969 — In A Silent Way 1974 — Big Fun for «Orange Lady» 1974 — Get Up With It for «He Loved Him Madly» |
| Popol Vuh              | 1970 — Affenstunde 1971 — In Den Garten Pharaos |
| Pink Floyd             | 1971 — Meddle |
| Tangerine Dream        | 1971 — Alpha Centauri 1972 — Zeit 1974 — Phaedra 1975 — Rubycon 1975 — Ricochet 1976 — Stratosfear — 2000 — The Seven Letters from Tibet |
| Wendy Carlos           | 1972 — Sonic Seasonings |
| Клаус Шульце           | 1972 — Irrlicht 1973 — Cyborg 1975 — Timewind 1976 — Moondawn 1977 — Mirage 1977 — Body Love Vol. 2 1978 — X 1979 — Dune 1995 — In Blue — With Pete Namlook: 1994 — Dark Side of the Moog I - Wish you were there 1994 — Dark Side of the Moog II - A saucerful of ambience 2002 — Dark Side of the Moog IX - Set the controls for the heart of the mother 2005 — Dark Side of the Moog X - Astro know me domina |
| Can                    | 1973 — Future Days 1974 — Soon Over Babaluma |
| Gong                   | 1973 — Flying Teapot for «The Octave Doctors and the Crystal Machine» 1974 — You for «A Sprinkling of Clouds» |
| Fripp & Браян Іно      | 1973 — No Pussyfooting 1975 — Evening Star |
| Kraftwerk              | 1975 — Radio-Activity |
| Брайан Іно             | 1975 — Another Green World 1975 — Discreet Music 1978 — Ambient 1 / Music For Airports 1980 — Fourth World 1 / Possible Musics (with Jon Hassell) 1982 — Ambient 4 / On Land 1983 — Apollo: Atmospheres and Soundtracks |
| Стів Райх              | 1976-1978 — Музика для 18 музикантів |
| Жан Мішель Жарр        | 1976 — Oxygène 1977 — Equinoxe |
| Стів Роуч              | 1984 — Structures from Silence 1988 — Quiet Music 1988 — Dreamtime Return 1993 — Origins 1994 — Artifacts 1996 — The Magnificent Void 2000 — Early Man 2003 — Mystic Chords & Sacred Spaces |
| Coil                   | 1984 — How to Destroy Angels 1998 — Time Machines |
| The KLF                | 1990 — Chill Out |
| Enigma                 | 1990 — MCMXC A.D. |
| The Orb                | 1991 — The Orb's Adventures Beyond the Ultraworld 1992 — U.F.Orb |
| Biosphere              | 1991 — 1994 — Patashnik 1995 — Substrata |
| Aphex Twin             | 1992 — Selected Ambient Works 85-92 1994 — Selected Ambient Works Volume II |
| Піт Намлук             | 1992 — Silence I 1993 — Air I 1994 — Air II 1996 — Outland 2 (with Bill Laswell) 1996 — The Fires of Ork (with Geir Jensen of Biosphere) |
| Moby aka Voodoo Child  | 1993 — Ambient 1996 — The End of Everything (as Voodoo Child) |
| Global Communication   | 1994 — 76:14 |
| Future Sound of London | 1994 — Lifeforms 1994 — ISDN |
| Richard Bone           | 1998 — The Spectral Ships 1999 — Ether Dome |
| Stars of the Lid       | 1999 — Avec Laudenum 2001 — The Tired Sounds Of Stars Of The Lid |
| Вільям Басінскі        | 2002 — The River 2002-2003 — Disintegration Loops I, II, III and IV |

## Різновиди

### Ембіент-даб
Ембіент-даб є поєднанням ембієнт-музики з даб. Цю назву впровадив британський лейбл «Beyond Records» на початку 1990-х. Лейбл випустив серію альбомів Ambient Dub Volume 1 to 4. Ембієнт-даб наслідує даб-музику 1960-х — початку 1970-х, і використовує техніки ді-джеїв, ефекти відлуння, еквалайзером і психоделічні ефекти тощо. Згідно з David Toop, «Даб-музика схожа на довгі відлуння, що постійно повторюються,… перетворюючи раціональний порядок музичних послідовностей на океан відчуттів.» Серед представників течії — Dreadzone, Higher Intelligence Agency, the Orb, Gaudi, Ott, Loop Guru, Woob and Transglobal Underground.

### Ембієнт-хауз
Виник у 1980-х роках і поєднує ейсид-хауз з атмосферними звучання ембієнт. Музична фактура включає партію ударних з ударами бас-бочки на кожну з 4-х долей, синтетичні педальні звуки і фрагменти вокалу, що включаються в атмосферне звучання. В гармонічному відношенні ембієнт-хауз може уникати тонального центру. Серед представників напряму — Brainvoyager.

### Ембієнт-техно
Виник у 1980-х і поєднує атмосферні звучання ембієннт із ритмічними та мелодичними структурами, властивим техно. Серед представників — Aphex Twin, B12, Autechre, and the Black Dog.

### Ембієнт-індастріал
Поєднує звучання ембієнту і індустріальної музики. «Типовий» ембієнт-індастріал (якщо такий є) базується на дисонуючих гармоніях металевих гулів і резонансів, надзвичайно низькочастотних гуркотів і машинних шумів, можливо, доповнених гонгами, ритмами ударних, ревом биків, спотвореними голосами чи чимось іншим. В якості вихідних семплів автори можуть взяти записи радіотелескопів, лемент новонароджених дітей або звуки, записані через контактні мікрофони на телеграфних проводах.

### Ембієнт-поп
Ембієнт-поп розвивався в 1980-х, засновуючись на конвенціях поп-музики, але з «електронними текстурами й атмосферними звучаннями, що відповідають гіпнотичним, медитаційним рисам ембієнтної музики.» Ембієн поп частково продовжує дрім-поп, проте його вирізняє прийняття «сучасних електронних ідіом, включаючи семплування, хоча здебільшого живі інструменти продовжують визначати звучання.»
Девід Боуї був одним із перших рок- та поп-виконавців, які експериментували з ембієнтом, зокрема у своїй Берлінській трилогії з піонером ембієнту Браяном Іно. Серед типових прикладів — пісня англійського гурту Japan «Taking Islands in Africa» з альбому Gentlemen Take Polaroids (1980)

### Дарк-ембієнт
Оригінальне бачення Брайаном Іно ембієнту як ненав'язливого музичного фону, згодом поєднаного з теплими хаус-ритмами у творчості Orb у 1990-х роках, знайшло свою протилежність у стилі, відомому як дарк-ембієнт (дослівно — темний ембієнт). Цей напрям представлений у творчості різних виконавців — Scorn's Mick Harris, Current 93's David Tibet, Nurse with Wound's Steven Stapleton, Kim Cascone/PGR, Psychick Warriors Ov Gaia, K.K. Null, Merzbow та інших. Дарк ембієнт характеризується пом'якшеною або навіть відсутньою ритмічною основую і використанням звучань похмурого характеру.

### «Космічна музика»
Так звана «космічна музика» (space music) є доволі широким поняттям, що включає різні поєднання ембієнту з іншими напрямами, і покликана створювати відчуття споглядального простору.
Фактура космічної музики нерідко позбавлена мелодичного, ритмічного компонентів та вокалу, загалом викликаючи відчуття «континууму просторових образів та емоцій», спонукає до зосередженого, вдумливого слухання і викликає відчуття плавання або польоту.

## Музичні приклади (фрагменти)
Браян Іно
- Ambient I ("музика для аеропортів"), трек 1-1, фрагментⓘ

Гурт «KLF», альбом «Chill out»
- "Madrugada Eterna"ⓘ
- "Elvis on the Radio"ⓘ

Клаус Шульце, альбом «Mirage»
- "Velvet voyage"ⓘ

Мобі, альбом «Embient»
- My Beautiful Blue Sky (фрагмент)ⓘ
- Piano&String (фрагмент)ⓘ